# Barys Giunter
Barys Dawidawicz Giunter (biał. Барыс Давідавіч Гюнтэр, ros. Борис Давидович Гюнтер, Boris Dawidowicz Giuntier; ur. 2 września 1943, zm. 22 sierpnia 2014 w Mińsku) – białoruski polityk, w latach 1990–1995 deputowany do Rady Najwyższej Białoruskiej SRR/Rady Najwyższej Republiki Białorusi XII kadencji; członek Opozycji BNF – frakcji parlamentarnej partii Białoruski Front Ludowy (Biełaruski Narodny Front), o charakterze antykomunistycznym i niepodległościowym.

## Życiorys
Urodził się 2 września 1943 roku. W 1990 roku został deputowanym ludowym do Rady Najwyższej Białoruskiej SRR z Homelskiego-Sielmaszowskiego Okręgu Wyborczego Nr 190. Wchodził w skład Komisji Rady Najwyższej ds. Pracy, Cen, Zatrudnienia i Ochrony Socjalnej Ludności, a także w skład Czasowej Komisji Rady Najwyższej ds. Oceny Działalności Osób Służbowych i Innych Odpowiedzialnych w Związku z Likwidacją Skutków Awarii w Elektrowni Atomowej w Czarnobylu. Był również członkiem tzw. Gabinetu Cieni Opozycji BNF. Brał udział w opracowaniu i przyjęciu Deklaracji o Państwowej Suwerenności Białorusi, przygotowaniu projektów ustaw na nadzwyczajnej sesji Rady Najwyższej 24–25 sierpnia 1991 roku, w czasie której ogłoszono niepodległość Białorusi.
Wchodził w skład delegacji Opozycji BNF skierowanej na Litwę w czasie interwencji wojsk radzieckich w styczniu 1991 roku. Delegacja, w której skład wchodzili jeszcze Ihar Pyrch i Siarhiej Nawumczyk, wyraziła poparcie dla litewskich dążeń niepodległościowych.
Współautor szeregu projektów ustaw, w tym dotyczących problemów Czarnobyla. Uczestniczył w głodówce deputowanych Opozycji BNF 11–12 kwietnia 1995 roku w Sali Owalnej parlamentu, ogłoszonej na znak protestu przeciwko zainicjowanemu przez prezydenta Łukaszenkę referendum na temat wprowadzenia języka rosyjskiego jako drugiego języka państwowego, zmiany symboli państwowych Białorusi (biało-czerwono-białej flagi i herbu Pogoni) na symbole nawiązujące do radzieckich, integracji ekonomicznej z Federacją Rosyjską i prawie prezydenta do rozwiązywania parlamentu. W nocy z 11 na 12 kwietnia został razem z innymi protestującymi wywleczony siłą z sali parlamentu przez zamaskowanych funkcjonariuszy wojska i służb specjalnych, pobity, wywieziony samochodem, a następnie wyrzucony na ulicy w centrum Mińska.
W 2010 roku Zianon Pazniak opisał w swoich wspomnieniach Barysa Giuntera z początku lat 90. następująco:

To przedstawiciel tak zwanej robotniczej inteligencji, ludzi, którzy odróżniali się od swego środowiska dobrą wiedzą, rozumem, aktywnością organizacyjną, umiejętnością przemawiania, cieszyli się szacunkiem. Giunter był aktywnym deputowanym Opozycji, mówił na sesjach na temat i rozsądnie, znał sferę socjalną i panujące w niej relacje, prawodawstwo dotyczące związków zawodowych itd. Wszystko to sprzyjało dobrej równowadze sił w naszej Opozycji. Giunter był człowiekiem zrównoważonym i przewidywalnym, miał mądre podejście do ludzi. Przekonałem się o tym także w czasie napaści wojska na deputowanych w nocy z 11 na 12 kwietnia 1995 r.

Po zakończeniu pełnomocnictw deputowanego przez pewien czas pracował w Centrum Obrony Praw Człowieka „Wiosna”. Zmarł 22 sierpnia 2014 roku w Mińsku.